# 古思倫

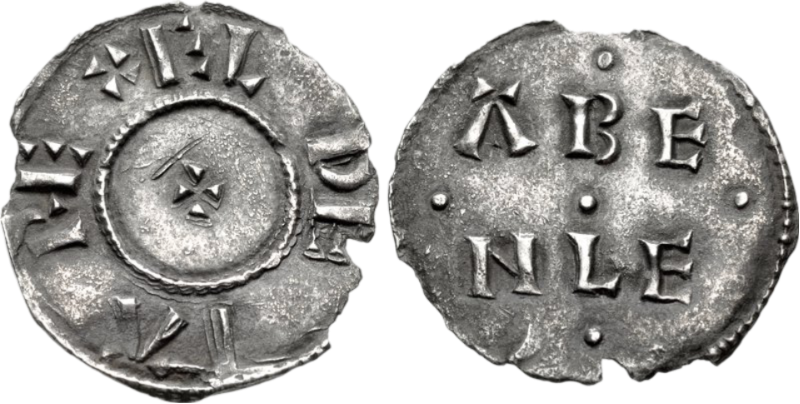
古思倫發行的銀便士

古思倫  （约835-约890年）是9世纪末東盎格利亞王國国王。他是丹麦国王的侄子，他所在的軍隊于871年4月抵达雷丁，与异教徒大军会师，試圖征服七国时代諸國。联军成功征服了東盎格利亞王國、麥西亞王國部分地区，并占领了威塞克斯王國，但在878年的爱丁顿战役中被阿尔弗雷德大帝击败。古思倫撤軍後，又被阿尔弗雷德大帝包圍，最终古斯伦投降。根据韋德莫爾條約，古思倫接受洗禮成为基督徒。古斯伦又回到东盎格利亚繼續統治直至去世。 